# Kanton Veyre-Monton
Kanton Veyre-Monton (fr. Canton de Veyre-Monton) je francouzský kanton v departementu Puy-de-Dôme v regionu Auvergne. Tvoří ho 11 obcí.

## Obce kantonu
- Authezat
- Le Cendre
- Corent
- Le Crest
- Les Martres-de-Veyre
- Orcet
- Plauzat
- La Roche-Blanche
- La Sauvetat
- Tallende
- Veyre-Monton